# Terminator Salvation
Terminator Salvation er en amerikansk science fiction-film skrevet af John Brancato og Michael Ferris og instrueret af Joseph "McG" McGinty Nichol. Det er den fjerde film i Terminator-serien, og i filmen medvirker Christian Bale som den fremtidige modstandsbevægelsesleder John Connor og Sam Worthington som cyborgen Marcus Wright. Filmen introducerer en ung Kyle Reese, hovedpersonen i den første Terminator-film (1984, spillet af Anton Yelchin, og viser ligeledes oprindelsen af T-800 Model 101 Terminator. Terminator Salvation, er tidsmæssigt placeret i år 2018, og fokuserer på krigen mellem menneskeheden og Skynet. Filmen blev i USA udgivet 21. maj og i Danmark 4. juni 2009.

## Medvirkende
- Christian Bale : John Connor
- Bryce Dallas Howard : Katerine Brewster Connor
- Sam Worthington : Marcus Wright
- Roland Kickinger og Arnold Schwarzenegger : T-800 model 101
- Common : Barnes
- Anton Yelchin :
- Moon Bloodgood : Blair Williams
- Helena Bonham Carter : Serena
- Jadagrace : Star
- Jane Alexander : Virginia
- Chris Browning : Morrison
- Dylan Kenin : Turnbull
- Chris Ashworth : Richter
- Linda Hamilton : Sarah Connor